# Potamanthus huoshanensis
Potamanthus huoshanensis is een haft uit de familie Potamanthidae. De wetenschappelijke naam van de soort is voor het eerst geldig gepubliceerd in 1987 door Wu.
De soort komt voor in het Palearctisch gebied.